# Tipula (Lunatipula) subpustulata
Tipula (Lunatipula) subpustulata is een tweevleugelige uit de familie langpootmuggen (Tipulidae). De soort komt voor in het Palearctisch gebied.